# Máximo Fjellerup
Máximo Hugo Fjellerup (Tres Arroyos, Argentina, 25 de noviembre de 1997) es un jugador de básquetbol argentino, que actualmente juega en el Bàsquet Girona de la Liga ACB. Su posición es la de escolta y formó parte del subcampeonato del mundo con la selección Argentina en China 2019.

## Trayectoria
Es un escolta nacido en Tres Arroyos, donde jugó en el club Argentino Juniors hasta los 16 años, cuando dio el salto a Bahía Basket.
Hizo su debut profesional jugando para Weber Bahía durante la Temporada 2013-14 de la LNB el 21 de febrero de 2014, con solo 16 años de edad, en el partido de Weber Bahía 64-76 Obras. Durante el comienzo de la Temporada 2016-17 ha causado sensación, convirtiéndose en uno de los proyectos más importantes para el Básquet argentino.
En las filas del Bahía Basket estuvo durante cuatro temporadas, hasta 2018 que firmó por Club Atlético San Lorenzo de Almagro.
En Club Atlético San Lorenzo de Almagro jugaría durante 3 temporadas, promediando en la temporada 2020-21 la cifra de 10.8 puntos, 6.1 rebotes y 1.8 asistencias por partido.
El 13 de agosto de 2021, firma por el Palmer Alma Mediterránea de la LEB Oro.
El 11 de enero de 2022, abandona el Palmer Alma Mediterránea y firma por el Bàsquet Girona de la LEB Oro.

### Clubes
| Club                             | País      | Año           |
| -------------------------------- | --------- | ------------- |
| Argentino Juniors (Tres Arroyos) | Argentina | 2007 - 2014   |
| Bahía Basket                     | Argentina | 2014 - 2018   |
| San Lorenzo                      | Argentina | 2018-2021     |
| Palmer Alma Mediterránea         | España    | 2021          |
| Bàsquet Girona                   | España    | 2022-presente |

## Selección nacional
Participó en el Campeonato Mundial de Baloncesto Sub-17 de 2014 como parte de la Selección Argentina, siendo su jugador más importante, jugando 7 partidos y promediando 26,2 minutos, 13,1 puntos, 6,1 rebotes y 2,9 asistencias por partido.
También representó a su país en el Campeonato Mundial de Baloncesto Sub-19 de 2015, donde jugó un total de 7 partidos, promediando 19,9 minutos, 7,4 puntos, 2,1 rebotes y 1,7 asistencias por juego.
Hizo su debut en la selección mayor durante la Copa Stankovic 2016.
Por la noche del 21 de agosto de 2017 se confirmó su lugar en la selección Argentina de mayores con vista al Torneo AmeriCup. Tras el proceso de preselección (15 jugadores) y el Super4 la caja, Máximo se consagra como el jugador más joven entre los doce seleccionados.
En 2019, fue uno de los escoltas del plantel de la Selección Argentina que obtuvo la medalla de oro en los Juegos Panamericanos de Lima. Este fue el primer título oficial de Fjellerup jugando en la selección mayor de Argentina. Durante el torneo, Fjellerup anotó 17 puntos, y participó en 4 de los 5 partidos que disputó la Selección Argentina. Además, si bien no tuvo muchos minutos en la cancha, fue uno de los escoltas del plantel que conquistó la medalla de plata en el Mundial de China de ese año.
En 2021 formaría parte de la Selección de baloncesto de Argentina, siendo uno de los últimos cortes para el torneo olímpico de Tokio 2020.
En septiembre de 2022 disputó con el combinado absoluto argentino el FIBA AmeriCup de 2022, ganando el oro al derrotar al combinado brasileño en la final.